# 1829 au théâtre
| Années du théâtre : 1826 - 1827 - 1828 - 1829 - 1830 - 1831 - 1832    |
| Décennies du théâtre : 1790 - 1800 - 1810 - 1820 - 1830 - 1840 - 1850 |

## Pièces de théâtre publiées
- Marion Delorme de Victor Hugo

## Pièces de théâtre représentées
- 20 juin : Mérinos Béliéro, ou l'Autre école des vieillards, parodie en 5 actes et en vers d'Auguste Romieu et Balisson de Rougemont, au Théâtre des Variétés.
- 24 octobre : Othello ou le Maure de Venise, tragédie de William Shakespeare traduite par Alfred de Vigny, à la Comédie-Française.

## Décès
- 2 janvier : Louis-Simon Auger, jouranliste et dramaturge français, né le 2 janvier 1772.
- 22 décembre : Tsuruya Nanboku IV, dramaturge japonais du théâtre kabuki, né en 1755.